# Raymond Lelièvre
Pour les articles homonymes, voir Lelièvre.
 (avril 2014).
Si vous disposez d'ouvrages ou d'articles de référence ou si vous connaissez des sites web de qualité traitant du thème abordé ici, merci de compléter l'article en donnant les références utiles à sa vérifiabilité et en les liant à la section « Notes et références ».
Raymond Lelièvre, né le 14 septembre 1915 à Anneville-sur-Mer (Manche) et mort le 2 février 1967, est un journaliste et éditeur français.

## Biographie
D’abord professeur d’histoire et de dessin à Pontorson, Raymond Lelièvre deviendra plus tard journaliste, éditeur et peintre reconnu. 
Il épouse à Coutances le 3 janvier 1939, Madeleine Lefrançois, fille de Georges et Lucie Lefrançois. Le couple aura 8 enfants.
Durant l'occupation, Raymond Lelièvre crée et dirige un centre de Jeunesse, avant de devenir délégué du ministère de l'Agriculture, puis directeur social de plusieurs sociétés. 
Après guerre, il publie en six cahiers Terre normande, revue régionaliste, à laquelle participent notamment Jean de La Varende, Jacques Henry, Fernand Lechanteur et Roger Parment, avec des illustrations de Yves Lefèvre, Jean Thezeloup, Le Trividic et Pierre Brette.
Membre de la Société des écrivains normands, il publie différents recueils sur cette région, comme Vieilles demeures, Manoirs et Châteaux normands, illustrés de sa main.  
Il crée également un journal mensuel de défense paysanne "L'Écho agricole", qui connaît rapidement une diffusion nationale.
Il est aussi reconnu pour ses aquarelles marines, ayant reçu le premier Grand prix international de Deauville en 1958, pour une œuvre à l'encre de Chine. Cette œuvre appartient à une association étrangère depuis 1995.

## Œuvres
- Il crée en 1946  la revue Terre Normande (qui n'aura que 6 numéros)
- La Manche Touristique,
- Nativité (en vers),
- La Varende, dernier seigneur des lettres, illustré par l'auteur, aux éditions Édithor, en hommage à son ami, ex-Goncourt, membre de l'Académie de Marine, 1963
- La Manche, en quarante dessins, préfacé par Fernand Lechanteur, proviseur du lycée Malherbe à Caen, illustré par l'auteur, édité par les éditions Notre-Dame à Coutances, 1964
- Vieilles demeures, manoirs et châteaux normands, préfacé par Jacques Henry, président de la Société des écrivains normands, illustré par l'auteur, édité par les éditions Notre-Dame à Coutances, 1966